# Armée de terre des Émirats arabes unis
L'armée de terre des Émirats arabes unis est responsable des opérations terrestres, l'une des trois branches des Forces armées émiriennes.

## Déploiements
L'armée de terre des Émirats arabes unis a été utilisée à deux reprises dans l'émirat de Charjah.

### Première guerre du Golfe
Pendant la guerre du Golfe, les troupes des Émirats arabes unis ont été déployées dans le cadre du Bouclier de la Péninsule du Conseil de coopération du Golfe qui avançait dans les villes du Koweït. L'armée de l'air des Émirats arabes unis a également effectué des frappes contre les forces irakiennes. Un total de six morts au combat a été déclaré à la suite des combats.

### Guerre du Yémen
Elle a été déployée lors de la guerre du Yémen ou lors de l’opération Restaurer l'espoir pendant laquelle elle a engagé entre autres plus de 70 chars Leclerc.

## Équipements

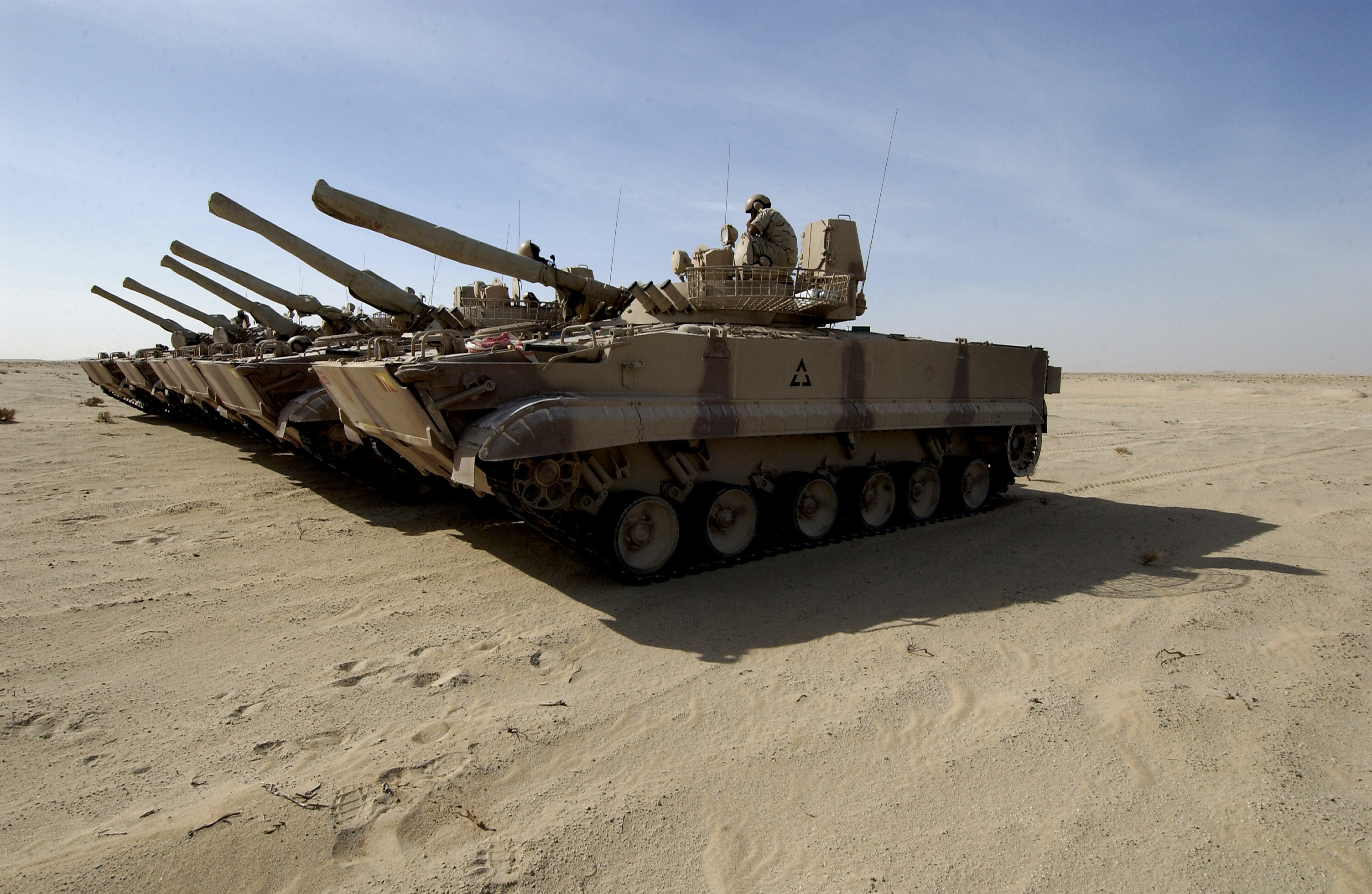
BMP-3 émiratis en 2003.

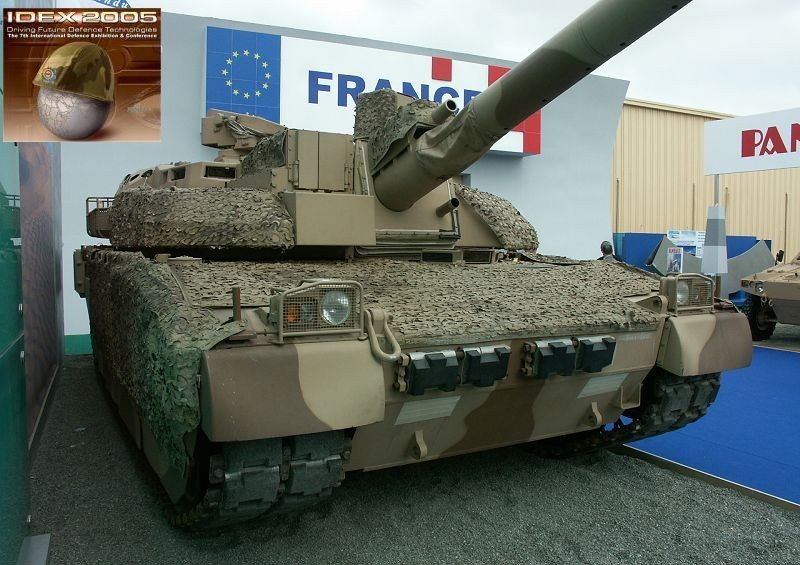
Char Leclerc émirati exposé en 2005.

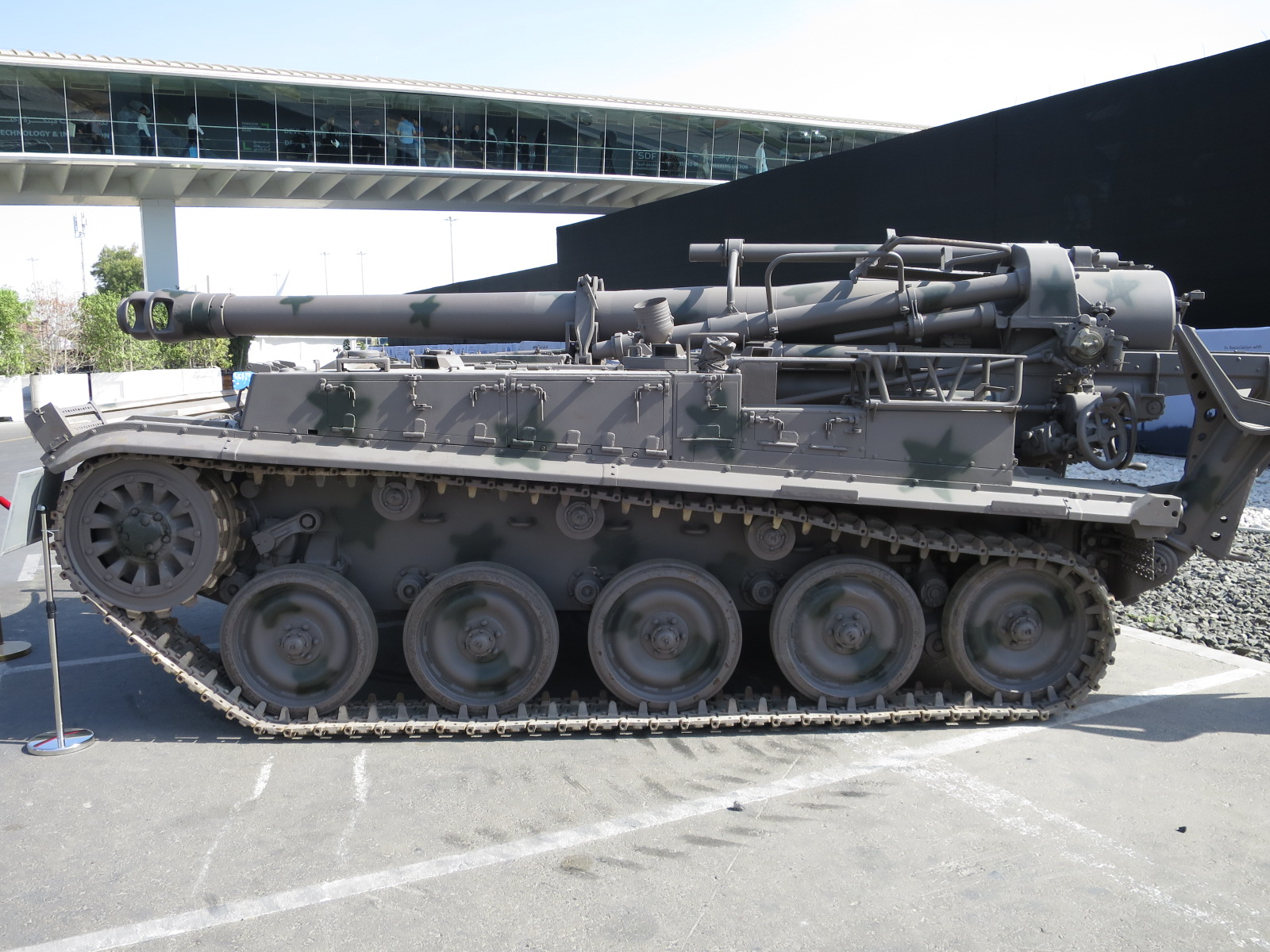
Un canon de 155 mm Mle F3 Automoteur exposé lors de l'International Defence Exhibition d'Abou Dabi en 2023.

[Quand ?]
Arme individuelle
| Nom          | Type                | Quantité | Origine                         | Note                                                                        |
| ------------ | ------------------- | -------- | ------------------------------- | --------------------------------------------------------------------------- |
| Caracal      | 9 mm                |          | Drapeau des Émirats arabes unis |                                                                             |
| CSR308       | Fusils de précision |          | Drapeau des Émirats arabes unis | La portée effective du CS 308 est entre 600 et 900 mètres Poids = 6,8 kg    |
| CSR338       | Fusils de précision |          | Drapeau des Émirats arabes unis | La portée effective du CS 338 est entre 1000 et 1 500 mètres Poids = 6,8 kg |
| CSA338       | Fusils de précision |          | Drapeau des Émirats arabes unis | Dévoilé au salon IDEX 2021                                                  |
| CSR50        | Fusils de précision |          | Drapeau des Émirats arabes unis |                                                                             |
| CSR817 DMR   | Fusils de précision |          | Drapeau des Émirats arabes unis |                                                                             |
| CAR 816 (en) | Fusil d'assaut      |          | Drapeau des Émirats arabes unis | Calibre 5.56x45mm                                                           |
| RAC217 AR    | Fusil d'assaut      |          | Drapeau des Émirats arabes unis | Calibre 7,62x51 mm                                                          |
| T91          | Fusil d'assaut      | 30 000   | Taïwan                          | Force spéciales                                                             |

Chars
| Nom            | Type            | Quantité en 2023 | Origine                | Note                                  |
| -------------- | --------------- | ---------------- | ---------------------- | ------------------------------------- |
| Char Leclerc   | Chars de combat | 308              | Drapeau de la France   | 70 à 80 donnés à la Jordanie en 2020. |
| AMX-30S        | Chars de combat | 45               | Drapeau de la France   |                                       |
| OF-40 Mk.2     | Chars de combat | 0                | Drapeau de l'Italie    |                                       |
| FV101 Scorpion | Char léger      | 76               | Drapeau du Royaume-Uni |                                       |

Véhicules de combat d'infanterie
| Nom          | Type                             | Quantité en 2023 | Origine               | Note                    |
| ------------ | -------------------------------- | ---------------- | --------------------- | ----------------------- |
| AMX-10P      | Véhicules de combat d'infanterie | 18               | Drapeau de la France  |                         |
| AMX-VCI      | Véhicules de combat d'infanterie | 11               | Drapeau de la France  |                         |
| ACV-300 (en) | Véhicules de combat d'infanterie | 133              | Drapeau de la Turquie |                         |
| BMP-3        | Véhicules de combat d'infanterie | 598              | Drapeau de la Russie  | 135 convertis en BMP-3M |

Blindés
| Nom                 | Type                                             | Quantité en 2023 | Origine                         | Note |
| ------------------- | ------------------------------------------------ | ---------------- | ------------------------------- | ---- |
| EE-11 Urutu         | Transport de troupes                             | 120              | Drapeau du Brésil               |      |
| Panhard M3          | Transport de troupes                             | 370              | Drapeau de la France            |      |
| Fuchs NBC Recce     | Transport de troupes, version reconnaissance NBC |                  | Drapeau de l'Allemagne          |      |
| RG 31 Mk5 MRAP      | Mine Resistant Ambush Protected                  |                  | Drapeau du Royaume-Uni          |      |
| Ferret armoured car | Reconnaissance                                   | 30               | Drapeau du Royaume-Uni          |      |
| Alvis Saracen (en)  | Transport de troupes                             | 30               | Drapeau du Royaume-Uni          |      |
| Alvis Saladin (en)  | Transport de troupes                             | 90               | Drapeau du Royaume-Uni          |      |
| BTR-3               | Transport de troupes                             | 90               | Drapeau de l'Ukraine            |      |
| Nimr                | Véhicule blindé tactique                         | 1000             | Drapeau des Émirats arabes unis |      |
| M1114               | Véhicule blindé tactique                         |                  | Drapeau des États-Unis          |      |
| M-ATV               | Véhicule blindé tactique                         | 750              | Drapeau des États-Unis          |      |
| Navistar MaxxPro    | Mine Resistant Ambush Protected                  | 3375             | Drapeau des États-Unis          |      |
| BAE Caiman (en)     | Mine Resistant Ambush Protected                  | 1150             | Drapeau des États-Unis          |      |

Artillerie
| Nom                                                   | Type                             | Quantité en 2023 | Origine                                     | Note                                 |
| ----------------------------------------------------- | -------------------------------- | ---------------- | ------------------------------------------- | ------------------------------------ |
| G6 SPG                                                | Obusier automoteur               | 78               | Drapeau d'Afrique du Sud                    | 155 mm                               |
| M109 A3 SPG                                           | Obusier automoteur               | 85               | Drapeau des États-Unis                      | 155 mm                               |
| AMX-13 Mk F3 SPG                                      | Obusier automoteur               | 18               | Drapeau de la France                        | 155 mm                               |
| L118 light gun                                        | Obusier                          | 73               | Drapeau du Royaume-Uni                      | 105 mm                               |
| Norinco Type 59-1 FG                                  | Obusier                          | 20               | Drapeau de la République populaire de Chine | 130 mm                               |
| AH4 (en)                                              | Obusier                          | 6                | Drapeau de la République populaire de Chine | 155 mm                               |
| Firos-25 (en)                                         | Lance roquettes multiple         | 48               | Drapeau de l'Italie                         | 122 mm                               |
| SR-5                                                  | Lance roquettes multiple guidée  | 24               | Drapeau de la République populaire de Chine | 220 mm                               |
| M142 HIMARS                                           | Lance roquettes multiple guidée  | 12               | Drapeau des États-Unis                      | 227 mm, autorisation d'achat en 2014 |
| K239 Chunmoo (en)                                     | Lance roquettes multiple guidée  | 12               | Drapeau de la Corée du Sud                  | 239 mm                               |
| BM-30 Smerch                                          | Lance roquettes multiple         | 6                | Drapeau de la Russie                        | 300 mm                               |
| Jobaria Defense Systems Multiple Cradle Launcher (en) | Lance roquettes multiple         | 2                | /                                           | 107 mm - 122 mm                      |
| Mini jobaria                                          | Lance roquettes multiple         | 0                | Drapeau des Émirats arabes unis             | 122 mm                               |
| TR-122 Sakarya                                        | Lance roquettes multiple         | 0                | Drapeau de la Turquie                       | Achats de roquettes uniquement       |
| Panhard AML                                           | Mortier automoteur               | 0                | Drapeau de la France                        | Retiré du service vers 2010          |
| RG-31 - Agrab Mk2                                     | Mortier automoteur               | 96               | Drapeau d'Afrique du Sud                    | 120 mm                               |
| Brandt                                                | Mortier                          | 20               | Drapeau de la France                        | 81 mm                                |
| L16                                                   | Mortier                          | 114              | Drapeau du Royaume-Uni                      | 81 mm                                |
| MO 120 RT                                             | Mortier                          | 21               | Drapeau de la France                        | 120 mm                               |
| Hwasong 5                                             | Missile balistique courte portée | 6                | Drapeau de la Corée du Sud                  |                                      |

Défense sol-air
| Nom                                 | Type               | Quantité en 2023 | Origine                | Note                    |
| ----------------------------------- | ------------------ | ---------------- | ---------------------- | ----------------------- |
| Canons Bofors 40 mm                 | Artillerie sol-air |                  | Drapeau de la Suède    |                         |
| Rapier                              | Missile sol-air    |                  | Drapeau du Royaume-Uni |                         |
| Panhard M3-VDA w/ Dual 20 mm Cannon | Artillerie sol-air | 42               | Drapeau de la France   |                         |
| Terminal High Altitude Area Defense | Missile sol-air    | 2                | Drapeau des États-Unis | 2 batteries 96 missiles |

## Sources
- « Source des équipements »